# Peter Krieger
Peter Krieger, född 9 december 1993 i Oakdale i Minnesota, är en amerikansk professionell ishockeyspelare som spelar för Västerviks IK i Hockeyallsvenskan.